# Calliostoma nepheloide
Calliostoma nepheloide är en snäckart som beskrevs av Dall 1913. Calliostoma nepheloide ingår i släktet Calliostoma och familjen Calliostomatidae. Inga underarter finns listade i Catalogue of Life.